# Foguete a água

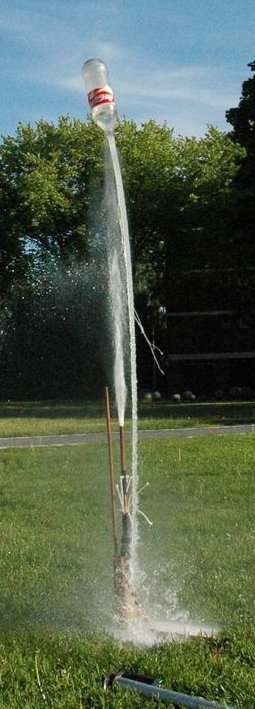
Lançamento de foguete a água

Foguetes a água são modelos de foguetes caseiros que usam uma combinação de água e pressão para para obter um lançamento. Não é usado nenhum tipo de material inflamável.

## Como funcionam?
Uma garrafa PET (como as de refrigerante) é enchida com água a um terço, então essa é invertida no suporte de pressão. Usa-se uma bomba de bicicleta ou outra fonte qualquer de ar comprimido, que quando estiver comprimido ao máximo a garrafa é liberada pelo sistema de soltura; o ar comprimido irá empurrar a água para baixo fazendo, assim, a garrafa subir.
Outro tipo de foguete é com pastilha efervescente,o procedimento é muito mais simples,coloque água num potinho de filme de máquina fotográfica e coloque a pastilha,coloque a tampinha e vire para baixo rapidamente,a pressão interna fara o potinho subir.

## Regras de segurança
- Construção: os materiais usados na construção do foguete devem ser leves (principalmente plásticos), sem componentes metálicos.
- Propulsão: use apenas água e ar comprimido, respeitando os limites de pressão da garrafa usada.
- Resgate: o foguete deve possuir um sistema de resgate (com paraquedas) que permita sua descida com segurança ao solo e a reutilização do foguete.
- Massa: o foguete não deve pesar mais do que 1.5 kg antes do lançamento.
- Carga: Nunca use carga explosiva, inflamável ou de substâncias perigosas.
- Estabilidade: verifique a estabilidade do foguete, determinando seu centro de gravidade (CG) e seu centro de pressão (CP) antes do primeiro lançamento.
- Sistema de lançamento: o dispositivo usado para lançar foguetes deve permitir o disparo a, pelo menos, 1,5 metros de distância e deve ter uma forma de despressurizar a garrafa numa situação de emergência.
- Condições de lançamento: não lance foguetes com vento forte, perto de áreas urbanizadas, de torres de alta tensão ou de fios elétricos ou telefônicos, perto de árvores altas ou em locais onde passem aeronaves em baixa altitude, ou em qualquer outro lugar que represente perigo para pessoas, animais, veículos ou propriedades.
- Segurança durante o lançamento: não se aproxime nem deixe que ninguém se aproxime do foguete quando o mesmo já estiver pressurizado ou em processo de pressurização.
- Direçao de lançamento: jamais direcione o foguete para um alvo no solo ou no ar. Todos os lançamentos devem ser feitos dentro de um ângulo de 30° em relação à vertical.
- Fios elétricos: em hipótese alguma tente resgatar um foguete que tenha caído sobre ou perto de fios elétricos ou locais perigosos.
- Testes de pré-lançamento: se estiver trabalhando em um projeto de pesquisa ou desenvolvimento de foguetes a água, procure determinar a confiabilidade o mesmo através de testes e ensaios estáticos ou no solo. Os testes devem ser feitos de forma segura e em lugares isolados, longe de pessoas que não estejam participando do projeto.

Toda a vez que for testar um foguete, complete ele inteiro de agua para depois pressuriza-lo, caso o foguete falhe e exploda, como a água é um fluido incompressível ela não armazena muita energia e a explosão não será tão intensa a ponto de mandar fragmentos do foguete com alta velocidade. Caso fosse utilizado somente ar comprimido, haveria uma grande quantidade de energia armazenada e em caso de uma explosão os pedaços do foguete atingiriam alta velocidade e provavelmente machucariam quem estivese perto.
Sempre pressurize para testes com uma pressão um pouco maior que a utilizada nos lançamentos, de vai utilizar 100 psi, encha completamente de água o foguete e faça o teste a 110 psi. Sempre que for testar mantenha distancia e proteja a vista.
Se você for criança, conte sempre com a participação de um adulto nos lançamentos.

## Mostra Brasileira de Foguetes (MobFog)
A MoBFog é um evento que ocorre, anualmente, como uma atividade paralela à Olimpíada Brasileira de Astronomia e Astronáutica (OBA), ambas têm como principal objetivo despertar o interesse e a vocação científica de alunos do ensino básico para a área das ciências, mais especificamente para a astronomia e para a engenharia de foguetes.
No que se refere aos alunos do ensino médio, caracterizados como nível IV dentro da MoBFog, o projeto deve englobar a construção de uma base de lançamento e de um foguete. A base de lançamento pode ser confeccionada utilizando-se qualquer tipo de material, enquanto que o foguete deve ser obrigatoriamente construído com garrafas de polietileno tereftalato (PET) de quaisquer capacidades volumétricas. A propulsão do foguete se dá pelo dióxido de carbono liberado quando se mistura vinagre comercial com bicarbonato de sódio, ou seja, o combustível utilizado por esses protótipos é um dos produtos gerado na reação de neutralização do ácido acético, presente no vinagre, pelo bicarbonato de sódio.